# Габлия, Руслан Тониевич
Руслан Тониевич Габлия (20 января 1957, с. Отхара, Гудаутский район) — художник-портретист, живописец, педагог..
Член Союза Художников Абхазии (1986). Член Союза художников СССР (1988).
Работы находятся в Абхазской государственной картинной галереи, Картинной галерее Аджарии, а также в частных собраниях Англии, Германии, США, Италии

## Биография
Родился 20 января 1957 года в селе Охтара в семье крестьянина.
С детства проявлял интерес к рисованию.
После окончания в 1974 году пробует поступать в Ростовский университет на юридический факультет.
В 1977 году он поступает в Сухумское  художественное училище. Первым его преподавателем по живописи и рисунку была В. Т. Гагулия.
в 1979 закончил Сухумское Художественное Училище им. А. К. Чачба-Шервашидзе.
В 1986 окончил Тбилискую государственную академию художеств.
С 1986 работает преподавателем специальных предметов в Сухумском Художественном Университете. Работает главным художником Абхазского государственного издательства.
Участник грузино-абхазского конфликта 1992—1993.
В 1986 — член Союза Художников Абхазии, а в 1987 — член Союза Художников СССР.

## Выставки
Неоднократно участвовал в международных выставках в гг. Генуя, Москве, Санкт-Петербупге., Краснодаре, Нальчике и Ростове.
Персональные выставки проходили: в 1994 — в гг. Адапазары и Анкаре (Турция), в 1999 — в г. Гродно (Республика Беларусь), в 2000 и 2003 — в г. Сухум.
Четырежды в Абхазии избирался лучшим художником года: 2005, 2008, 2010, 2020.

## Оценка творчества
график Зоя Джинджолия «У него есть очень интересные портреты, хороший рисунок, есть вкус. Завершая свои работы, он незаметной линией или пятном придает им выразительность и эффект, и привлекает зрителя».

## Государственные награды
Награждён медалью «За отвагу». Ц. С. Габния

## Семья
Отец — Габлия Тоний Тишкович (1933—2015) водитель
Мать — Габлия Ирина Хинтужовна (1934—2018) домохозяйка. Мама рисовала, вышивала.
Брат — Габлия Роман Род. 1959
Брат Габлия Рудик род. 1961
Брат Габлия Славик род. 1964
Сестра Габлия Юлия род. 1967
Жена (с 1989) Нуну Ясоновна Касландзия (род. 1959) журналистка.
Дочь Ница род. 1990 переводчик
Дочь Рица род. 1992 психолог
Дочь Нара род. 1995 архитектор